# La Francilienne (sculpture)
La Francilienne est une sculpture en bronze réalisée par Alex Garcia et installée dans le début des années 1990 en bordure de la route éponyme, à proximité de la commune d'Évry. D'une taille de 4 mètres, elle pèse un peu moins de 4 tonnes. Elle est un exemple connu de ce qui est parfois et péjorativement appelé l'« art autoroutier ». Financée par le 1% artistique, elle a coûté 250 000 francs.  Elle représente « une femme qui marche, avec un chapeau sur la tête et un sac à la main ». Elle « symbolise l’avènement de la femme active et consommatrice et [...] une certaine idée du progrès social » selon A.Champagne et Thomas Schlesser.
Deux autres Franciliennes ont été inaugurées dans les années 1990 : à Lésigny et à Cergy-Pontoise,,.

## Vol de 2011
Elle fut dérobée après cisaillement de ses chevilles, et ce malgré son poids, en janvier 2011,,, : la revente de métaux semble être la motivation du méfait.